# سوفوس نيلسن
لاعب كرة قدم دنماركي (15 مارس 1888 6 أغسطس 1963)و أول لاعب كرة قدم يسجل عشرة اهداف في مباراة واحدة مع منتخب بلاده حصل على الميدالية الفضية مع منتخب بلاده مرتين لندن 1908 حيث حصل على لقب الهداف واستوكهولم 1912 سجل للمنتخب الدنماركي 16 هدف دولي

## وصلات خارجية
- سوفوس نيلسن على موقع قاعدة بيانات كرة القدم.إي يو (الإنجليزية)
- سوفوس نيلسن على موقع ناشيونال فوتبول تيمز (الإنجليزية)
- سوفوس نيلسن على موقع عالم كرة القدم.نت (الإنجليزية)
- سوفوس نيلسن على موقع أوليمبيديا (الإنجليزية)